# Adam Gurowski
Adam Gurowski, nommé en France comte Adam G. de Gurowski, né le 10 septembre 1805 à Kalisz (relevant alors du royaume de Prusse), mort le 4 mai 1866  à Washington, DC, est un aristocrate et militant politique polonais.

## Biographie

### Famille
Le comte Adam Gurowski est issu d'une famille noble de la république des Deux Nations (royaume de Pologne et grand-duché de Lituanie) ; il est le fils du comte Władysław Gurowski (28 octobre 1769 - 19 février 1818), qui a participé en 1794 à l'insurrection de Kościuszko, dont l'échec entraîne le troisième partage de la Pologne (1795) et la fin de l'État polonais.
Il est le frère d'Ignace Gurowski, qui a défrayé la chronique en France et même en Europe dans les années 1830-1840, d'abord en étant l'ami du marquis de Custine, puis en enlevant et épousant une princesse espagnole.

### L'époque du royaume de Pologne (1815-1830)
En 1820, Adam Gurowski est impliqué dans les demagogische Umtriebe. Il engage des échanges avec le grand-duc Constantin, frère du tsar de Russie et roi de Pologne Alexandre ; Constantin est depuis 1815 commandant en chef de l'armée du royaume de Pologne et la personnalité la plus importante, bien qu'il ne soit pas vice-roi.

### L'insurrection de Novembre et l'exil en France
En 1830-1831, il participe à l'insurrection polonaise contre la domination russe ; il est condamné à mort par contumace et ses biens sont confisqués.
Il s'installe à Paris, où il devient membre du Comité national polonais de Joachim Lelewel, s'intéressant aussi aux idées de Charles Fourier et au Saint-simonisme. En 1834, il publie La Vérité sur la Russie et sur la révolte des provinces polonaises, ouvrage dans lequel il prône le panslavisme.

### Le ralliement à la Russie
Les autorités russes lui accordent l'amnistie et l'autorisent à revenir. Mais il n'obient pas la restitution de ses biens et repart clandestinement en 1844, d'autant que le marquis de Custine, venu en Russie en 1839 pour plaider sa cause d'Ignace auprès de la famille impériale et de la Cour de Saint-Pétersbourg, publie en 1843 La Russie en 1839, dans lequel l'empire russe est présenté comme un pays arriéré, quoique promis à un avenir plus brillant.
Après quatre ans passés en Allemagne, en France, en Italie et en Suisse, où il enseigne l'économie à l'université de Berne, il décide en 1848 de s'installer aux États-Unis.

### La période américaine (1848-1866)
En Amérique, il mène une activité littéraire et s'implique dans la vie politique. Il écrit des articles notamment pour l' American Cyclopædia (en) et pour la rédaction du New-York Tribune. Au cours de la guerre de Crimée (1855-1856), il se range aux côtés de la Russie et ses éditoriaux et publications ont une influence réelle sur l'opinion publique américaine. Il est aussi nettement opposé à l'esclavage.
De 1861 à 1863, il est traducteur au département d'État, travaillant sur huit langues. En 1862, il publie le premier volume de son journal, au ton très critique à l'égard des fonctionnaires l'administration Lincoln, à l'exception d'Edwin M. Stanton).

### Mariage et descendance
En 1827, il avait épousé Thérèse de Zbijewska (Teresa Elżbieta Zbijewska), morte en 1832 à 31 ans. Ils ont eu deux enfants : Władysława (épouse de N. Korwin-Kochanowski) et Melchior Bolivar, comte Gurowski (1830-1900) qui épouse Diana Beaumont, fille du capitaine anglais Richard Beaumont et petite-fille de Godfrey Macdonald, 3e baron Macdonald de Sleat.

## Publications
- La Vérité sur la Russie et sur la révolte des provinces Polonaises, Delaunay, Paris, 1834
- La Civilisation et la Russie, Saint-Pétersbourg, J. Gauer et Cie, 1840
- Pensées sur l'avenir des Polonais, Berlin, 1841
- Aus meinem Gedankenbuche, Breslau, 1843
- O aristokracyi, liberalizmie i demokracyi w Polsce, 1843, (Sur l'aristocratie, le libéralisme et la démocratie en Pologne, sous le pseudonyme de Pantaleon Józafat Woławski)[7]
- Eine Tour durch Belgien, Heidelberg, 1845
- Promenade en Suisse en 1845
- Impressions et souvenirs, Lausanne, 1846
- Die letzten Ereignisse in den 3 Theilen des alten Polen, 1846
- Le Panslavisme, Florence, 1848
- Russia as it Is, New York, 1854
- The Turkish Question, 1854
- A Year of the War, 1855
- America and Europe, 1857
- Slavery in History, 1860
- My Diary, notes sur la guerre de Sécession (3 tomes, 1862–66)